# Grand Prix de Tennis de Lyon 2007 - Qualificazioni singolare
Le qualificazioni del singolare  del Grand Prix de Tennis de Lyon 2007 sono state un torneo di tennis preliminare per accedere alla fase finale della manifestazione. I vincitori dell'ultimo turno sono entrati di diritto nel tabellone principale. In caso di ritiro di uno o più giocatori aventi diritto a questi sono subentrati i lucky loser, ossia i giocatori che hanno perso nell'ultimo turno ma che avevano una classifica più alta rispetto agli altri partecipanti che avevano comunque perso nel turno finale.
Le qualificazioni del torneo Grand Prix de Tennis de Lyon 2007 prevedevano 32 partecipanti di cui 4 sono entrati nel tabellone principale.

## Teste di serie
1. Miša Zverev (secondo turno)
2. Alejandro Falla (Qualificato)
3. Oliver Marach (ultimo turno)
4. Christophe Rochus (Qualificato)

1. Michal Mertiňák (ultimo turno)
2. Adrian Cruciat (secondo turno)
3. Thomas Oger (primo turno)
4. Takao Suzuki (primo turno)

## Qualificati
1. Rodolphe Cadart
2. Alejandro Falla

1. Sébastien de Chaunac
2. Christophe Rochus

## Tabellone

### Legenda
| - Q = Qualificato - WC = Wild card - LL = Lucky loser | - ALT = Alternate - SE = Special Exempt - PR = Protected Ranking | - w/o = Walkover - r = Ritirato - d = Squalificato |

### Sezione 1
|  | Primo turno            | Primo turno            | Primo turno | Primo turno | Primo turno |  |  | Secondo turno | Secondo turno   | Secondo turno   | Secondo turno  | Secondo turno |   |   | Ultimo turno    | Ultimo turno    | Ultimo turno | Ultimo turno | Ultimo turno |  |
|  |                        |                        |             |             |             |  |  |               |                 |                 |                |               |   |   |                 |                 |              |              |              |  |
|  |                        |                        |             |             |             |  |  |               |                 |                 |                |               |   |   |                 |                 |              |              |              |  |
|  |                        |                        |             |             |             |  |  | 1             | Miša Zverev     | Miša Zverev     | 65             | 0r            |   |   |                 |                 |              |              |              |  |
|  | Rodolphe Cadart        | Rodolphe Cadart        | 6           | 6           | 7           |  |  |               | Rodolphe Cadart | Rodolphe Cadart | 7              | 0             |   |   |                 |                 |              |              |              |  |
|  | Francois-Arthur Vibert | Francois-Arthur Vibert | 7           | 3           | 64          |  |  |               |                 |                 |                |               |   |   | Rodolphe Cadart | Rodolphe Cadart | 3            | 7            | 6            |  |
|  | Julien Mathieu         | Julien Mathieu         | 7           | 2           | 6           |  |  |               |                 | Julien Mathieu  | Julien Mathieu | 6             | 5 | 3 |                 |                 |              |              |              |  |
|  | André Sá               | André Sá               | 5           | 6           | 4           |  |  |               | Julien Mathieu  | Julien Mathieu  | 6              | 6             |   |   |                 |                 |              |              |              |  |
|  |                        |                        |             |             |             |  |  | 6             | Adrian Cruciat  | Adrian Cruciat  | 3              | 4             |   |   |                 |                 |              |              |              |  |
|  |                        |                        |             |             |             |  |  |               |                 |                 |                |               |   |   |                 |                 |              |              |              |  |

### Sezione 2
|  | Primo turno      | Primo turno      | Primo turno      | Primo turno | Primo turno |  |  | Secondo turno | Secondo turno    | Secondo turno    | Secondo turno | Secondo turno |   |   | Ultimo turno | Ultimo turno    | Ultimo turno | Ultimo turno | Ultimo turno |  |
|  |                  |                  |                  |             |             |  |  |               |                  |                  |               |               |   |   |              |                 |              |              |              |  |
|  |                  |                  |                  |             |             |  |  |               |                  |                  |               |               |   |   |              |                 |              |              |              |  |
|  |                  |                  |                  |             |             |  |  | 2             | Alejandro Falla  | Alejandro Falla  | 6             | 6             |   |   |              |                 |              |              |              |  |
|  | Alexandre Penaud | Alexandre Penaud | 6                | 3           | 6           |  |  |               | Alexandre Penaud | Alexandre Penaud | 4             | 4             |   |   |              |                 |              |              |              |  |
|  | Florian Reynet   | Florian Reynet   | 4                | 6           | 3           |  |  |               |                  |                  |               |               |   |   | 2            | Alejandro Falla | 6            | 4            | 6            |  |
|  | Lovro Zovko      | Lovro Zovko      | Lovro Zovko      | 6           | 7           |  |  |               |                  |                  | Andy Ram      | 3             | 6 | 1 |              |                 |              |              |              |  |
|  | Olivier Charroin | Olivier Charroin | Olivier Charroin | 2           | 64          |  |  | Lovro Zovko   | Lovro Zovko      | Lovro Zovko      | 65            | 68            |   |   |              |                 |              |              |              |  |
|  |                  | Andy Ram         | Andy Ram         | 6           | 6           |  |  | Andy Ram      | Andy Ram         | Andy Ram         | 7             | 7             |   |   |              |                 |              |              |              |  |
|  | 7                | Thomas Oger      | Thomas Oger      | 3           | 4           |  |  |               |                  |                  |               |               |   |   |              |                 |              |              |              |  |

### Sezione 3
|  | Primo turno          | Primo turno          | Primo turno          | Primo turno | Primo turno |  |  | Secondo turno        | Secondo turno        | Secondo turno        | Secondo turno        | Secondo turno |      |   | Ultimo turno | Ultimo turno  | Ultimo turno | Ultimo turno | Ultimo turno |  |
|  |                      |                      |                      |             |             |  |  |                      |                      |                      |                      |               |      |   |              |               |              |              |              |  |
|  |                      |                      |                      |             |             |  |  |                      |                      |                      |                      |               |      |   |              |               |              |              |              |  |
|  |                      |                      |                      |             |             |  |  | 3                    | Oliver Marach        | Oliver Marach        | 6                    | 7             |      |   |              |               |              |              |              |  |
|  | Bertrand Contzler    | Bertrand Contzler    | 62                   | 6           | 6           |  |  |                      | Bertrand Contzler    | Bertrand Contzler    | 4                    | 6(0)          |      |   |              |               |              |              |              |  |
|  | Jordan Kerr          | Jordan Kerr          | 7                    | 4           | 4           |  |  |                      |                      |                      |                      |               |      |   | 3            | Oliver Marach | 5            | 7            | 4            |  |
|  | Sébastien de Chaunac | Sébastien de Chaunac | Sébastien de Chaunac | 6           | 6           |  |  |                      |                      |                      | Sébastien de Chaunac | 7             | 6(1) | 6 |              |               |              |              |              |  |
|  | Clement Morel        | Clement Morel        | Clement Morel        | 1           | 4           |  |  | Sébastien de Chaunac | Sébastien de Chaunac | Sébastien de Chaunac | 6                    | 6             |      |   |              |               |              |              |              |  |
|  |                      | Vincent Millot       | Vincent Millot       | 6           | 6           |  |  | Vincent Millot       | Vincent Millot       | Vincent Millot       | 2                    | 3             |      |   |              |               |              |              |              |  |
|  | 8                    | Takao Suzuki         | Takao Suzuki         | 1           | 4           |  |  |                      |                      |                      |                      |               |      |   |              |               |              |              |              |  |

### Sezione 4
|  | Primo turno       | Primo turno       | Primo turno       | Primo turno | Primo turno |  |  | Secondo turno | Secondo turno     | Secondo turno     | Secondo turno     | Secondo turno |   |   | Ultimo turno | Ultimo turno      | Ultimo turno | Ultimo turno | Ultimo turno |  |
|  |                   |                   |                   |             |             |  |  |               |                   |                   |                   |               |   |   |              |                   |              |              |              |  |
|  |                   |                   |                   |             |             |  |  |               |                   |                   |                   |               |   |   |              |                   |              |              |              |  |
|  |                   |                   |                   |             |             |  |  | 4             | Christophe Rochus | Christophe Rochus | Christophe Rochus | W-O           |   |   |              |                   |              |              |              |  |
|  | Jaroslav Levinský | Jaroslav Levinský | 4                 | 6           | 7           |  |  |               | Jaroslav Levinský | Jaroslav Levinský | Jaroslav Levinský |               |   |   |              |                   |              |              |              |  |
|  | Jonathan Erlich   | Jonathan Erlich   | 6                 | 3           | 65          |  |  |               |                   |                   |                   |               |   |   | 4            | Christophe Rochus | 3            | 6            | 6            |  |
|  | Benjamin Balleret | Benjamin Balleret | Benjamin Balleret | 6           | 6           |  |  |               |                   | 5                 | Michal Mertiňák   | 6             | 3 | 4 |              |                   |              |              |              |  |
|  | Elie Rousset      | Elie Rousset      | Elie Rousset      | 3           | 4           |  |  |               | Benjamin Balleret | 65                | 6                 | 2             |   |   |              |                   |              |              |              |  |
|  |                   |                   |                   |             |             |  |  | 5             | Michal Mertiňák   | 7                 | 3                 | 6             |   |   |              |                   |              |              |              |  |
|  |                   |                   |                   |             |             |  |  |               |                   |                   |                   |               |   |   |              |                   |              |              |              |  |